# Christ-König-Kirche (Leuna)

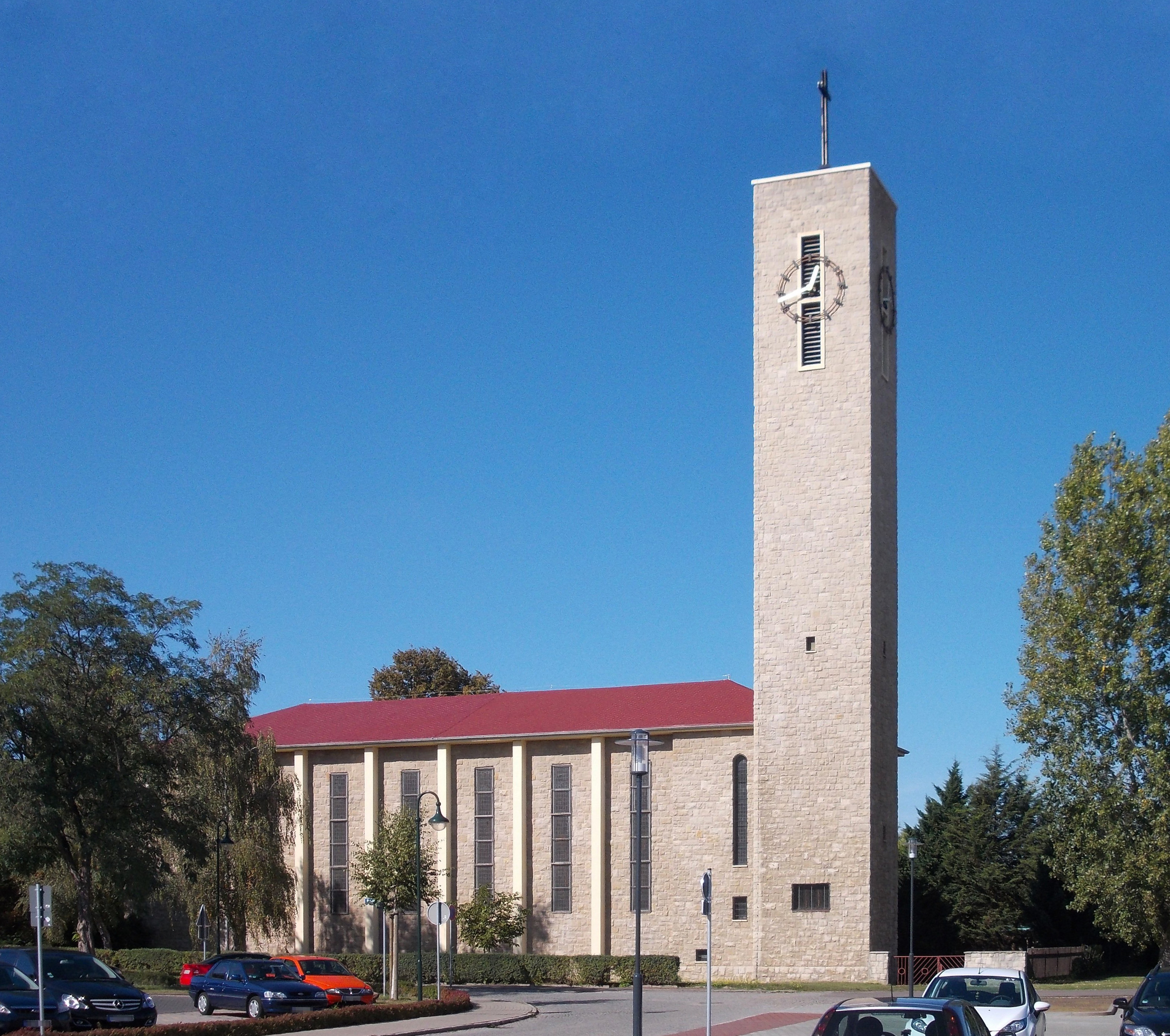
Christ-König-Kirche in Leuna

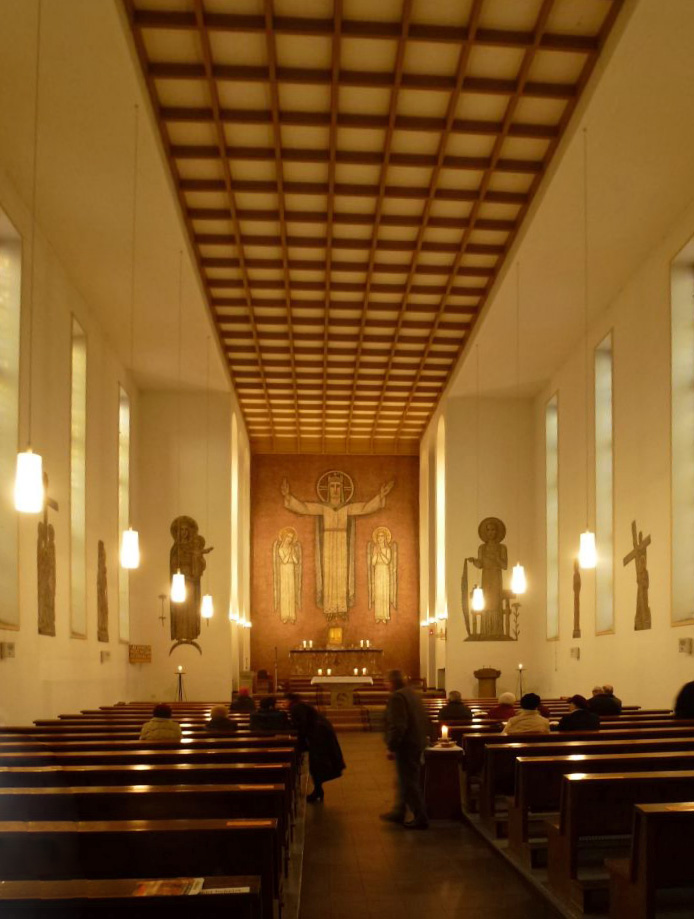
Inneres

Die Christ-König-Kirche ist die römisch-katholische Kirche der Stadt Leuna im Saalekreis in Sachsen-Anhalt. Im örtlichen Denkmalverzeichnis ist sie unter der Erfassungsnummer 094 20781 als Baudenkmal verzeichnet. Die Kirche gehört zur Pfarrei St. Norbert mit Sitz in Merseburg im Dekanat Merseburg des Bistums Magdeburg.

## Geschichte
Die Bevölkerung von Leuna, das zum Bistum Merseburg gehörte, wurde durch die Reformation im 16. Jahrhundert protestantisch.
Das 1917 in Leuna eröffnete Ammoniakwerk Merseburg der Leunawerke bot zahlreiche neue Arbeitsplätze, wodurch sich viele Katholiken im Raum Leuna niederließen. Für die rasch anwachsende Arbeiterzahl wurde zunächst eine Barackensiedlung errichtet, aber bereits 1917 begann der Bau der Gartenstadt-Siedlung Neu-Rössen. 1917 stellte auch das Ammoniakwerk eine Baracke für kirchliche Zwecke zur Verfügung, die für römisch-katholische und evangelische Gottesdienste genutzt wurde. Ab dem 5. August 1917 fanden dort katholische Gottesdienste statt, die von Geistlichen aus Merseburg, später aus Halle (Saale) gehalten wurden. Im März 1921 verlegten die Katholiken ihre Gottesdienste in die evangelische St.-Nikolai-Kirche in Rössen. Von 1921 an fanden weitere katholische Gottesdienste in der Siedlungsschule von Neu-Rössen statt.
Als 1922 im bereits 1917 gebildeten Zweckverband Leuna rund 1000 Katholiken wohnten, von denen viele aus Süddeutschland zugezogen waren, wurde am 12. April 1922 der Seminarpriester Josef Kracht zum Pfarrvikar von Neu-Rössen ernannt. Zuvor gehörten die Katholiken in den zum Zweckverband Leuna gehörenden Dörfern Daspig, Göhlitzsch, Kröllwitz, Leuna, Ockendorf und Rössen zur Pfarrei Merseburg.
Am 5. Mai 1922 trat Kracht seine Stelle in Leuna an, wohnte aber zunächst in Merseburg, da in Leuna noch kein Pfarrhaus vorhanden war. Am 8. Juli 1923 stellte ihm das Leunawerk eine Wohnung in der Siedlung Neu-Rössen, im Haus vant-Hoff-Straße 2, zur Verfügung.
Nachdem ein Bauplatz erworben worden war, begann am 3. August 1923 der Bau einer katholischen Kirche. Die Bautätigkeit musste jedoch bald eingestellt werden, da die für das Bauvorhaben zur Verfügung stehenden Geldmittel durch die Inflation entwertet worden waren. Die katholische Gemeinde baute daher eine Baracke, die zuvor als Turnhalle genutzt worden war, in Eigenleistung zu einer Notkirche um, die am 25. November 1923 eingeweiht wurde.
Das BASF-Ammoniakwerk Leuna stiftete je eine katholische und evangelische Kirche. Die Grundsteinlegung der Christ-König-Kirche fand am 15. September 1929 statt, am 17. August 1930 folgte ihre Kirchweihe. 1939 erfolgte die Erhebung der Christ-König-Kirche zur Pfarrkirche.
Beim letzten Luftangriff auf die Leunawerke am 4. April 1945 wurde die Kirche schwer beschädigt. Bis zum Christkönigsfest 1945 wurde die Kirche notdürftig wieder instand gesetzt, 1951/52 wurde die Kirche in ihrer heutigen Form mit flacherem Dach wiederaufgebaut.
Der letzte ortsansässige Pfarrer der Christ-König-Kirche war von 1964 bis zu seinem Eintritt in den Ruhestand im Jahre 1986 Heribert Kamper (1916–1991), seitdem wird die Kirche durch den Pfarrer von Merseburg betreut. Am 21. April 1991 konsekrierte Weihbischof Leo Nowak einen neuen Altar. Am 8. Juli 1994 wurde das Bistum Magdeburg gegründet, dem Leuna seitdem angehört.
Am 1. September 2007 wurde der Gemeindeverbund Merseburg – Bad Dürrenberg – Leuna – Großkayna – Schkopau – Braunsbedra/Neumark – Bad Lauchstädt – Langeneichstädt – Mücheln errichtet. Damals gehörten zur Pfarrei Leuna rund 310 Katholiken.
Aus dem Gemeindeverbund entstand am 2. Mai 2010 die heutige Pfarrei St. Norbert mit Sitz in Merseburg, die Pfarrei Leuna wurde zu diesem Zeitpunkt aufgehoben. Zur Pfarrei St. Norbert gehören neben der Christ-König-Kirche in Leuna auch die Kirchen St. Bonifatius in Bad Dürrenberg, Maria Regina in Bad Lauchstädt, St. Norbert in Merseburg und St. Heinrich in Neumark gehören. Die damals ebenfalls zur Pfarrei St. Norbert gehörenden Kirchen Hl. Drei Könige in Großkayna, St. Bruno in Langeneichstädt, St. Ulrich in Merseburg, Herz Jesu in Neubiendorf und St. Anna in Schkopau wurden inzwischen profaniert.

## Lage, Architektur und Ausstattung
Die Christ-König-Kirche steht am östlichen Stadtrand von Leuna, auf dem Grundstück Hockergasse 3, an der Ecke zur Rosenstraße. Das Grundstück gehört zur Gemarkung Göhlitzsch. Der Name der Hockergasse geht auf die Hockergräber zurück, die an der Hockergasse gefunden wurden.
Die katholische Kirche wurde im Stil des Neuen Bauens errichtet, ihr Architekt war Bernhard Lippsmeier (1885–1958).
Das Äußere der Kirche ist schlicht, wird aber von drei Figuren aufgelockert. Bei diesen Figuren handelt es sich um Christus, Petrus und Paulus, die von der Künstlerin Hildegard Wiegel stammen.
Der Kirchturm steht auf einem quadratischen Grundriss und trägt ein sieben Meter hohes Kreuz. Die Glocken wurden von der Glockengießerei Schilling in Apolda gegossen und 1959 geweiht, die ursprünglichen Glocken mussten im Zweiten Weltkrieg für Kriegszwecke abgegeben werden.
Die Mosaiken schuf der Künstler Josef Eberz. Das Mosaik an der Rückwand des eingezogenen Altarraums stellt Christus König, umrahmt von zwei Cherubim, dar. Die Mosaiken links und rechts vom Altarraum zeigen Maria mit dem Jesuskind als Mondsichelmadonna sowie den heiligen Josef von Nazaret, den Schutzpatron der Arbeiter. Auch die 14 Kreuzwegstationen sind als Mosaikarbeiten ausgeführt. Der Tabernakel und der Hochaltar stammen noch aus der ursprünglichen Ausstattung der Kirche, der Volksaltar wurde später zugefügt.